# حرية الدين في قبرص الشمالية
يحمي دستور قبرص الشمالية الحرية الدينية، وينص على أن قبرص الشمالية دولة علمانية. أشار تقرير وزارة الخارجية الأميركية في عام 2002 إلى أن القانون يحمي الحرية الدينية في قبرص الشمالية وأن الحكومة عمومًا تحترمها. ذكر تقرير وزارة الخارجية الأميركية عن الحرية الدينية لعام 2007 أيضًا أن «السلطات التركية القبرصية عمومًا تحترم حق الممارسة هذا» وأن ممارسة التدين كانت حرة عمومًا. في عام 2009، ذكرت مجموعة حقوق الأقليات العالمية أن السلطات التركية القبرصية تحترم الحرية الدينية عمومًا.

## الكنائس الأنجليكانية
هناك كنيستان أنجليكانيتان في قبرص الشمالية. وهما:
- كنيسة القديس أندرو في غرنة
- كنيسة القديس مارك في فاماغوستا[6]

## المسيحية الأرثوذكسية
في عام 2010، ذكرت وزارة الخارجية الأميركية أنه «كان مسموحًا لليونانيين القبارصة الأرثوذكس والموارنة الكاثوليك أداء شعائرهم الدينية بصورة منتظمة دون إذن مسبق».

في يوم 28 سبتمبر من عام 2010، وافق مجلس النواب الأميركي على القرار رقم 1631:
«... المطالبة بحماية المواقع والآثار الدينية من مناطق قبرص الشمالية التي تحتلها تركيا وضمنها بالإضافة إلى المطالبة بالاحترام العام للحرية الدينية».
أجابت وزارة الخارجية التركية بتصريح عبر بيان صحفي يقول إن للقرار «العديد من الأخطاء الحقيقية التي قد تضر بمصداقية مجلس النواب».
في يوم 27 يناير من عام 2011، شجبت الجمعية البرلمانية لمجلس أوروبا، في إقرار مكتوب يحمل الرقم 467، مقاطعة جنود أتراك عيد الميلاد في قبرص الشمالية والقيود المفروضة على حرية الدين والعبادة. زعم الإقرار أن جنودًا أتراك أجبروا القس القائم بالشعائر على خلع أثوابه وأمروا الجميع بمغادرة الكنيسة، الأمر الذي خرق الاتفاقية الأوروبية لحقوق الإنسان.
في يوم 18 مارس من عام 2011، صادر ضباط من الجمارك التركية القبرصية على حاجز قرية بيرغاموس 204 من الكتب المدرسية اليونانية، من بينها كتب دينية، كانت في طريقها إلى المدارس في ريزوكارباسو. نقدت صحيفة أفريكا التركية القبرصية اليومية، على صفحتها الأمامية، الأشخاص الذين يدعون وجود حرية دينية في قبرص الشمالية في الوقت الذي تُصادَر فيه كتب دينية.

### الجدال حول تقييد الشعائر الكنسية
في يوم 20 مايو من عام 2016، قيّد وزير خارجية قبرص الشمالية تحسين أرطغرل أوغلو مجتمعات اليونان الأرثوذكس إلى طقس ديني واحد في العام، باستثناء دير أبوستولوس أندرياس في ريزوكارباسو، ودير القديس بارناباس في فاماغوستا، وكنيسة القديس ماماس في مورفو. يمكن الاستفادة من بقية الكنائس في واحد من الأعياد الثلاثة الآتية: يوم تسمية الكنيسة، أو عيد الفصح، أو عيد الميلاد. ادعى وكيل الوزارة مصطفى لاكاداميالي أن الحركة كانت لدرء «الإذلال» المتجسد في الحصول على إذن لاستقبال الحشود، وذكر أيضًا مشاق حفظ الأمن في أكثر من حشد واحد يوميًا أو في حشود متكررة. قال لاكاداميالي أيضًا «في حين أن بعض مواطني جمهورية قبرص الشمالية قادرون على العبور إلى الجنوب حتى من أجل العبادة، فالبعض لا يمكنهم ذلك حتمًا». لم تُطبق قيود على الموارنة.
نقدت مجموعة مبادرة فاماغوستا التركية القبرصية القرارَ بضراوة باعتباره «شوفينيًّا ومتحجرًا»، ووُضح أن الحشود التي اجتمعت في الكنيسة النسطورية في فاماغوستا، مثلًا، لم تواجه أي مشكلة. نقد بوراك مافيس من نقابة المعلمين الأتراك القبرصيين المهنية قرار أرطغرل أوغلو، واعتبر السجال كله مَقودًا «بعقلية سياسية عنصرية ورجعية»، لكن دافع عنه يلماز بورا، رئيس جمعية المحاربين القدامى التابعة لمنظمة المقاومة التركية، الذي ذُكرت عنه مقولة: «لم يكن العيش مع القبارصة اليونانيين في قبرص موحدة ممكنًا، لأن عقلية القبارصة اليونانيين لم تتغير منذ 53 عامًا».

## اليهودية
يوجد كنيس للمجتمع اليهودي في قبرص الشمالية في غرنة.